# 高譚 (第四季)
《高譚》第四季（英語：Gotham Season 4）是一部美國犯罪戲劇電視劇，由布魯諾·海勒開發，取材自DC漫畫經典超級英雄作品《蝙蝠俠》，第四季於2017年9月21日在福斯广播公司開播。劇集由DC娛樂、櫻草花山製片公司和華納兄弟電視公司聯合製作，並由布魯諾·海勒、約翰·史蒂芬斯和丹尼·卡農擔任執行製作。
第四季部分劇情元素取材自著名蝙蝠俠漫畫《蝙蝠俠：漫長的萬聖節》和《蝙蝠俠：元年》，結尾部分還包含《蝙蝠俠：致命玩笑》和《蝙蝠俠：無人地帶》。此季分為兩個階段播出，總共11集的上半季於2017年9月21日播出，剩下11集的下半季於2018年3月1日播出。如同前兩季，這一整季同樣包含一個副標題，叫作「黑暗騎士」。
2018年5月14日，福斯宣布續訂第五季，也是最後一季。

## 卡司

### 主要演員
- 班·麥肯錫 飾演 詹姆斯·高登
- 多納爾·羅格 飾演 哈維·布洛克
- 大衛·馬祖 飾演 布魯斯·韋恩
- 莫蓮娜·芭卡琳 飾演 萊絲莉·湯普金斯（英语：Leslie Thompkins）
- 西恩·帕威 飾演 阿福·潘尼沃斯
- 羅賓·羅德·泰勒 飾演 奧斯華·科波特／企鵝人
- 艾琳·理查茲（英语：Erin Richards） 飾演 芭芭拉·基恩
- 卡麥蓉·畢坎多瓦 飾演 瑟琳娜·凱爾
- 柯利·麥克·史密斯 飾演 愛德華·尼格瑪／謎語人
- 潔西卡·盧卡斯 飾演 塔比莎·蓋勒文／虎女（英语：Tigress (DC Comics)）
- 克里斯·查克（英语：Chris Chalk） 飾演 盧修斯·福克斯
- 德鲁·鮑威爾（英语：Drew Powell） 飾演 布奇·吉爾茲／賽洛斯·哥德／所羅門·格蘭迪
- 克莉絲朵·瑞德（英语：Crystal Reed） 飾演 蘇菲亞·法爾康尼（英语：Sofia Falcone Gigante）
- 亞歴山大·希迪格 飾演 忍者大師

### 常設演員
- 安東尼·卡瑞根（英语：Anthony Carrigan (actor)） 飾演 維克多·薩斯
- 瑪姬·吉哈（英语：Maggie Geha）和佩頓·莉斯特（英语：Peyton List (actress, born 1986)） 飾演 艾薇·派普／毒藤女
- 查理·特翰和大衛·W·湯普森（英语：David W. Thompson） 飾演 強納森·克萊恩／稻草人
- 安德魯·賽隆 飾演 亞瑟·潘
- 凱西·葛里芬 飾演 凡妮莎·哈伯
- J·W·科特斯（英语：J.W. Cortes） 飾演 卡洛斯·阿瓦雷茲
- 瑪麗娜·班奈狄克（英语：Marina Benedict） 飾演 雀莉
- 麥可·瑟佛瑞斯（英语：Michael Cerveris） 飾演 拉茲洛·瓦倫丁／豬教授
- 克里斯多佛·康維 飾演 馬丁
- 奈森·達羅（英语：Nathan Darrow） 飾演 維克多·佛萊斯／急凍人
- 卡蜜拉·佩瑞茲（英语：Camila Perez）和蜜雪兒·溫提米利亞（英语：michelle veintimilla） 飾演 布莉姬特·派克／螢火蟲
- 卡梅隆·莫納漢 飾演 傑洛姆和傑瑞麥·瓦勒斯卡
- 班奈狄克·塞繆爾（英语：Benedict Samuel） 飾演 傑維斯·泰奇／瘋帽客
- 法蘭契絲卡·盧特-道森（英语：Francesca Root-Dodson） 飾演 艾可

### 客串演員
- 麥可·麥茲（英语：Michael Maize） 飾演 葛雷迪·哈里斯
- 麥可·巴西米 飾演 莫頓·哈里斯
- 賴瑞·派恩（英语：Larry Pine） 飾演 伯克市長
- 約翰·多曼（英语：John Doman） 飾演 卡麥·法爾康尼
- 伊拉娜·貝克 飾演 麥朵·詹金斯
- 班傑明·史道克漢（英语：Benjamin Stockham） 飾演 亞歴克斯·溫斯洛普
- 凱爾·文森·泰利 飾演 獵頭人（英语：List of minor DC Comics characters#Headhunter）
- 高登·溫瑞克 飾演 湯米·艾略特
- 史都·「大個兒」·萊利 飾演 桑普森
- 彼得·麥羅比（英语：Peter McRobbie） 飾演 霍登·皮查
- 克里斯迪安·亞歴山大·羅薩克斯 飾演 戎格勒
- 黃榮亮 飾演 雨果·史特蘭奇

## 集數
| 黑暗騎士（A Dark Knight） |    |                                                |                   |                              |                |           |      |
| 67 | 1  | 企鵝治世 Pax Penguina                          | 丹尼·卡農         | 約翰·史蒂芬斯                | 2017年9月21日  | T40.10001 | 3.21 |
| 泰奇病毒事件過去三個月，企鵝人重新掌控黑白兩道，定出《違法執照》（Licenses of Misconduct）制度來控制犯罪率，使所有持有該執照的罪犯開始理直氣壯、明目張膽地實施犯罪。新市長伯克對此妥協，警察也被新局長勒令不能干涉，不屈服惡勢力的高登從此孤軍奮戰抵制這一體系。布魯斯於夜間化身蒙面私刑者，同樣試圖靠一己之力摧毀執照體系，即使受阿福強烈反對。由莫頓和葛雷迪·哈里斯表兄弟帶領的搶匪四人組，決定報復實施執照的企鵝人，到一間瘋人院帶出至今患有稻草人恐懼症的強納森·克萊恩，透過他提供的配方藥劑四處作亂，甚至將克萊恩關入小黑屋裡。企鵝人於新開辦的冰山俱樂部舉行開幕典禮，布魯斯、阿福、瑟琳娜和塔比莎均著裝出席，準備襲擊俱樂部的莫頓和葛雷迪，搶先被企鵝人抓到現行並帶到台上。艾薇受不了企鵝人獨攬功勞，故意將俱樂部斷電，使搶匪團有機可乘而靠恐懼藥劑攻擊企鵝人。在其他警察不願幫忙之下，高登和布洛克到場抓獲莫頓與其他兩人。布魯斯趁機從企鵝人的秘書潘先生手中獲取持有違法執照的罪犯名單，行動時卻出師不利而被警察當場逮到。逃出派對的葛雷迪回去藏身屋準備去救同夥，但克萊恩卻學會面對恐懼而將自己裝扮成「稻草人」，而葛雷迪的臉上被他灑上恐懼藥物，霎那間開始尖叫不已……                                       |    |                                                |                   |                              |                |           |      |
| 68 | 2  | 恐懼支配者 The Fear Reaper                     | 路易斯·蕭·米利托  | 丹尼·卡農                    | 2017年9月28日  | T40.10002 | 2.87 |
| 克萊恩扮成稻草人回到瘋人院，相繼用恐懼藥劑使院長以及數十名病人陷入恐懼幻覺，在院內引發暴動。高登面臨企鵝人對警察局施壓，決定靠逮捕克萊恩以證明警察局依然強過惡勢力，但全體警察、包括布洛克決定背棄他坐視不管。高登獨自走進瘋人院尋找克萊恩時，同樣中克萊恩的藥劑。陷入恐懼幻覺的高登，找到躺在血泊中赴死的萊絲莉，但他最終戰勝恐懼回到現實，並想到用水沖洗掉藥劑而靠啟動灑水器救治所有病人。克萊恩即便在高登試圖幫助他，最後還是選擇逃離現場。因為逮捕行動失敗，媒體開始質疑警察辦事能力，為了抗擊企鵝人的勢力，高登決定去找卡麥·法爾康尼奪回局勢。另一方面，瑟琳娜和塔比莎受到奇跡般活著的芭芭拉的邀請，加入她新開辦的武器販賣事業，塔比莎靠手段確認芭芭拉這次洗心革面並沒有撒謊後，決定暫時相信她。艾薇受夠自己處處受他人排擠的不公待遇，找到奈何島的一家收藏“神聖藥水”的藥店後喝下全部計量，使身體開始產生某種變異。被警方逮捕的布魯斯釋放後仍決定繼續打擊犯罪，由於是險些送命而和阿福發生爭吵，但這時福克斯前來並知悉布魯斯在外的事情，於是為他提供一套防彈、行動自如、還帶有通訊功能的原型戰甲，讓布魯斯獲得安全感而於城市中飛簷走壁。                                                    |    |                                                |                   |                              |                |           |      |
| 69 | 3  | 面具之下 They Who Hide Behind Masks            | 馬克·唐德瑞       | 史蒂芬·利連 ＆ 布萊恩·溫布蘭 | 2017年10月5日  | T40.10003 | 2.92 |
| 125年的阿拉伯，一位黑衣老者將一個在戰爭中戰死的士兵，放入再生池中使他重獲新生，老者將一把神聖匕首交付給他後，命令他要尋找他的繼承者；而那位復活的士兵則是現今的忍者大師。如今，布魯斯開始調查企鵝人於碼頭上岸的神秘船貨，發現當中的一個重要貨物包括那把有數世紀歷史的匕首。通過查詢歷史書，布魯斯和阿福驚訝地發現匕首持有者是存活到至今的忍者大師。為了得到匕首作為對付忍者大師的籌碼，布魯斯於企鵝人當晚舉行的拍賣會上，在與芭芭拉的競爭中買下匕首。高登蒞臨邁阿密會見如今因病養老的法爾康尼，希望他能協助自己奪回高譚時遭到他的拒絕。但跟在法爾康尼身邊的親女兒蘇菲亞，因為受不了被父親過度保護，因此最後跟著高登回到家鄉高譚，準備和高登合作對付企鵝人。另一方面，一位迷戀尼格瑪的瘋狂粉絲麥朵·詹金斯將尼格瑪從冰塊中釋放後，協助他養傷時卻發現尼格瑪因為腦細胞長時間冷凍而受損，連兒童謎語都無法解答出來。尼格瑪在無法接受下棄她離去，而失望的麥朵則被趕到的薩斯槍殺。瑟琳娜為了討芭芭拉的信任而去找布魯斯索要匕首，但布魯斯為了不將她牽扯進來而拒絕給她。同時，忍者大師回到高譚市找上他用再生池復活過的芭芭拉後，得知布魯斯持有匕首而決定實施行動。                                       |    |                                                |                   |                              |                |           |      |
| 70 | 4  | 惡魔之首 The Demon's Head                      | 肯尼斯·芬克       | 班·麥肯錫                    | 2017年10月12日 | T40.10004 | 2.75 |
| 布魯斯為了探究匕首的奧秘，將其委託給高譚歷史博物館館長奈爾斯·溫斯洛普幫忙鑒定，但剛好也使忍者大師潛入博物館裡殺害奈爾斯。奈爾斯的孫子亞歴克斯暗中將匕首藏匿後逃離現場，布魯斯得知命案後別無選擇下將忍者大師的一部分事情告知高登，他們倆雖然成功找到亞歴克斯，但由忍者大師派遣的外國殺手「獵人」和他的“追蹤者”「阿努比斯」前來尋刀和刺殺，布魯斯和亞歴克斯逃離現場。高登回到警局後發現忍者大師以隱秘國家「南峰」領事官員的身份前來，當高登發覺他是來確認警方是否得到匕首後，阿福前來干預而導致忍者大師在眾人眼前消失不見。亞歴克斯帶布魯斯回博物館取回匕首，他們倆在高登前來援助下打敗追來的獵人和阿努比斯，但忍者大師卻挾持亞歴克斯做人質。由於布魯斯對交出匕首猶豫不決，忍者大師便將亞歴克斯割喉致死，最後便舉手投降而被高登逮捕關入黑門監獄。另一邊，蘇菲亞通過上演苦肉計，並犧牲自己父親僅剩的幾名忠誠者後獲得企鵝人的信任，她告知高登這其實是她的計畫之一。同時，尼格瑪絞盡腦汁想要對企鵝人報復，發出兩個“繞舌謎語”引誘企鵝人上鉤。但企鵝人兩度不理他，尼格瑪因此認同自己智商已經不如從前，而企鵝人最終決定讓尼格瑪出去自生自滅，作為永遠淩遲且恥笑他的手段。                              |    |                                                |                   |                              |                |           |      |
| 71 | 5  | 聖刃之路 The Blade's Path                      | 史考特·懷特       | 陳子翱                       | 2017年10月19日 | T40.10005 | 2.75 |
| 亞歴克斯下葬後，布魯斯偷聽到忍者大師已經申請外交豁免權，為了不讓他逍遙法外而帶上匕首潛入黑門監獄刺殺他。入獄的忍者大師將他的“畢生力量”通過觸碰全部傳給芭芭拉，而布魯斯進來後被冒充獄警的忍者大師部下們抓獲。阿福發現布魯斯去復仇後和高登前去找他，兩人也識破並擊敗所有假獄警。這時，忍者大師希望布魯斯能動刀殺他，使他從多年詛咒中解脫，當布魯斯不肯下手時，忍者大師靠激怒手段才終於使布魯斯一刀上前刺中他。中刀的忍者大師變成一具乾枯屍骨，布魯斯發現是自己不聽勸且情緒失控所致，因此喪失維護正義的信心。與此同時，蘇菲亞開始對企鵝人做出行動，靠參照他已故母親的方式來滿滿親近於他。另一方面，到現在因頭部中槍而處於腦死狀態的布奇，軀體被醫院方面丟棄在印第安山廢料場舊址所在的一片「屠殺沼澤」（Slaughter Swamp），隨後被池內混有的某種化學廢料復活，斷掉的左手也長回來；毫無記憶的他於附近營地聽到一首《所羅門·格蘭迪》童謠後，便用童謠之名命名自己。他回到城市不久巧遇偷藥的尼格瑪，發現尼格瑪曾認識過他而纏著他不放。尼格瑪同樣無處可去便開始和他相依為命，兩人最後來到奈何島的一家地下格鬥場裏謀生，而久未露面的萊絲莉則是那裡的醫官。                                                                        |    |                                                |                   |                              |                |           |      |
| 72 | 6  | 豬面殺手 Hog Day Afternoon                     | 馬克·唐德瑞       | 金姆·紐頓                    | 2017年10月26日 | T40.10006 | 2.87 |
| 城市出沒著一名頭戴豬頭面具的神秘連環殺手「豬教授」，相繼殺害多名為企鵝人賣命的腐警，將所有受害者頭上都戴上豬頭作為「腐敗」象徵。高登和布洛克認為豬教授作案是針對警察腐敗，靠搜集所有被企鵝人收買的警察資料，並加上目擊證人的消息找到豬教授藏身的工廠。高登和布洛克找到一名被綁架的警察，卻不慎中計而使受害者被手榴彈炸死，兩人都被擒獲。而高登幾乎是唯一僅有的正義警察，豬教授沒有對他下手，一刀劃傷布洛克的脖子後逃之夭夭。高登脫身後緊急將布洛克送醫而使他脫險，但同時也發現布洛克這段時間其實一直收受企鵝人的賄賂，也命令他出院後立即停止這種行為。另一方面，企鵝人和蘇菲亞相處多時，但他發現蘇菲亞最近一直背著他見許多市府官員，當他懷疑蘇菲亞只是在欺騙自己而找她對峙時，卻發現蘇菲亞只是藉助其他人援助而開辦一所孤兒院。同時，尼格瑪靠能打的格蘭迪而在雀莉的格鬥場中名利雙收，但他一直強求萊絲莉能協助他修復大腦。但萊絲莉一直拒絕他，還透漏自己是因為對自己先前釋放病毒的行為感到內疚，因此選擇回來城市受災最為嚴重的奈何島，開辦一家私人診所為貧困居民們看診，同時在雀莉的格鬥場擔任醫官。後來，萊絲莉因為缺失治療所用的抗生素，急需用錢之下只好答應尼格瑪的請求。                     |    |                                                |                   |                              |                |           |      |
| 73 | 7  | 奈何島的一天 A Day in the Narrows              | 約翰·貝林         | 彼得·布雷克                  | 2017年11月2日  | T40.10007 | 2.75 |
| 豬教授在奈何島綁架三名警察，剛出院的布洛克為了將他逮捕歸案不惜答應和企鵝人結盟，讓他的職業殺手隊伍和警隊一同參與行動，所有人趕到事發地點營救一名受傷倖存的警員芬索利。布洛克一方持續尋找另一名失蹤的女警，高登獨自將芬索利送去醫院，向他答應會逮捕豬教授並終結企鵝治世時期後。芬索利供出豬教授藏身的舊法院，高登下車趕到舊法院後，布洛克帶領警察與黑幫、包括企鵝人也尾隨他趕到，並堅持兩方要聯手破案。豬教授本人突然致電高登，希望他不要跟其他人一起進去，而高登突然發覺他的口吻與芬索利一致，才發現之前獲救的芬索利實為豬教授假扮。受企鵝人慫恿之下，布洛克不聽高登勸阻而執意帶隊衝進去抓人，但他不僅錯傷人質、還使隊伍遭受機槍陷阱包圍，最後是高登挺身而出救出他們。大部分媒體與警察開始敬佩高登的英勇，開始不再相信企鵝人的所謂治理。另一邊，隨著忍者大師的死，芭芭拉的生意面臨停運，瑟琳娜和塔比莎專門為她冒險打劫一夥機車黨才使她改變主意。同時，布魯斯開始被殺生舉動影響到情緒，但他重逢一些校園老友，當中包括新戀愛對象格蕾絲以及如今“改邪歸正”的湯米·艾略特。在他們的帶領下，布魯斯解開心防而和他們於自己剛買下的夜店中狂歡一整晚。                                                    |    |                                                |                   |                              |                |           |      |
| 74 | 8  | 別再自責 Stop Hitting Yourself                 | 羅布·貝利         | 查理·赫斯頓                  | 2017年11月9日  | T40.10008 | 2.70 |
| 隨著格蘭迪百戰百勝，尼格瑪開始在拳擊台上嘲諷企鵝人作為餘興節目，使得企鵝人氣憤之餘派芭芭拉、塔比莎和瑟琳娜去將尼格瑪於夜晚前綁回來。然而，她們三人到格鬥場看見身為布奇的格蘭迪感到極為震驚，塔比莎試圖接近他卻發現他已毫無記憶。當芭芭拉打算強行帶走尼格瑪時，瑟琳娜提議用格鬥決勝負、讓勝者處置尼格瑪。於是，塔比莎被迫和格蘭迪打一場拳賽，格蘭迪由於近期受多次頭部撞擊而開始恢復一些過去記憶。這時，奉企鵝人命令的螢火蟲前來取人以及清理後患，而萊絲莉挺身而出制伏了她，並對眾人公開雀莉是企鵝人的走狗。芭芭拉當機立斷槍殺雀莉後收場離開，萊絲莉因為英勇舉動以及多次治癒傷者的恩情，被會場所有人推選成為奈何島新任“女王”。與此同時，企鵝人和蘇菲亞幫忙管理孤兒院同時，和一名孤僻受欺負的啞巴男孩馬丁結為好友，開始教導他復仇以及友情的觀念。在警察局，布洛克因為前一天奈何島行動的慘敗而一蹶不振，就連致敬行動中受傷警員的子彈頒發儀式都沒臉到場，最後還是高登幫他完成。當天，高登偶然從市長手中得到接替布洛克晉升警監的合約，但他剛好得知是蘇菲亞幫忙協調才得到這個。高登陷入左右為難之下，又看著布洛克無止境的喝酒自責，使他決定簽約而命令布洛克解職，自己當上警監進行領導。               |    |                                                |                   |                              |                |           |      |
| 75 | 9  | 盡情用派 Let Them Eat Pie                      | 奈森·霍普         | 伊塔蕊·索薩                  | 2017年11月16日 | T40.10009 | 2.62 |
| 豬教授自從和高登的會面得知高譚上下的腐敗程度，為此萌發新靈感後綁架六名街頭遊民，將其毒死後摘除他們的一系列器官。他將其中兩具屍體放置在警察局門口引高登出來查看，剛當上警監的高登決定這次將他拘捕。跟隨屍體上的線索，高登和哈伯走進豬教授解剖屍體的地點查看，但不慎中伏擊而導致哈伯被豬教授擄為人質。與此同時，蘇菲亞於孤兒院開辦一場籌款晚宴，但企鵝人也因高登當上警監一事而起疑心，便暗中派和他結為好友的馬丁去試探蘇菲亞。但晚宴時，豬教授現身作為大廚而搬出他用摘取的器官所烹飪的人肉派，隨後挾持晚宴會場、利用馬丁要挾在場的人食用。眾人即使難以下咽，但為了救馬丁而決定吃下去。高登潛入晚宴營救哈伯後，幫忙疏散會場後和使菜刀的豬教授正面交鋒，最後成功擊敗他而將豬教授正式逮捕歸案。布魯斯近來持續靠派對狂歡來解脫他的受傷心靈，阿福試圖透過勾起他父親的回憶來將他從墮落裡帶出來，但布魯斯屢次不接受他的幫助，甚至開始認為他所做的一切都“毫無意義”。晚宴後，立大功的高登成為市民英雄，企鵝人雖然發現是蘇菲亞協調將高登升為警監，但他經過此事後決定饒她一命。當高登前來看望蘇菲亞時，他們倆親吻的一幕被馬丁透漏給企鵝人，導致企鵝人勃然大怒下決定對蘇菲亞開戰。                           |    |                                                |                   |                              |                |           |      |
| 76 | 10 | 每況愈下 Things That Go Boom                   | 路易斯·蕭·米利托  | 史蒂芬·利連 ＆ 布萊恩·溫布蘭 | 2017年11月30日 | T40.10010 | 2.59 |
| 企鵝人識破蘇菲亞和高登的地下情與合作關係後，本想靠一名負責嚴刑逼供的“牙醫”來審問蘇菲亞，但蘇菲亞靠她的聰明機智，利用威脅家人的手段來迫使牙醫收手。但她沒過多久再度被如今與企鵝人脫離關係的芭芭拉抓走，被扣為敲詐企鵝人的籌碼。然而企鵝人後來得知馬丁其實是按照蘇菲亞的意思，有意透漏她和高登的戀情一事後，他只好命令薩斯去抓回蘇菲亞。薩斯拿火箭炮炸毀芭芭拉的武器店，同樣使芭芭拉勃然大怒。當蘇菲亞前來向高登尋求庇護時，高登才發現蘇菲亞一直以來都在通過演戲滲透，來讓高譚市各個有權有勢者分崩離析。高登當機立斷將蘇菲亞送上火車回家以擺脫她，與企鵝人達成停戰協議，但蘇菲亞卻不甘心而唆使芭芭拉等人綁走馬丁。企鵝人假裝上交出黑幫權利交換馬丁，但救回馬丁後立即將他身在的汽車炸毀而讓蘇菲亞喪失籌碼。但實際上，馬丁靠企鵝人安排的逃生通道假造死亡，但也被迫和企鵝人告別而離開城市。萊絲莉掌握奈何島的一切後，尼格瑪逐漸喜歡上她，卻發現他的謎語人之人格再度出現。與此同時，高登發現豬教授的身份為來自南部的連環殺手「拉茲洛·瓦倫丁」，但當高登發現豬教授原來的作案手法與現在的不符後，心有不安之下回去阿卡漢質問他，但發現豬教授早已殺害一名獄警而越獄脫逃。                                |    |                                                |                   |                              |                |           |      |
| 77 | 11 | 皇拿下騎士 Queen Takes Knight                  | 丹尼·卡農         | 約翰·史蒂芬斯                | 2017年12月7日  | T40.10011 | 2.53 |
| 法爾康尼返回高譚企圖制止蘇菲亞的野心並帶她回家，但幾名不明殺手突然來到宅邸前進行掃射，中數槍的法爾康尼因此結束一生。葬禮上，高登陪受傷坐輪椅的蘇菲亞安葬她父親時，一同前來的布洛克諷刺一切災難都起始於高登不惜一切想扳倒企鵝人。為了結束一切恩怨，高登和企鵝人開戰，但對暗殺其實毫無關係的企鵝人，外圍勢力都被高登挫敗後，就連真正忠誠於法爾康尼的薩斯都決定落井下石，謊稱企鵝人牽扯馬丁炸車“身亡”一事而使企鵝人罪名成立被捕。高登雖然如願以償地終結企鵝治世時期，但他後來找蘇菲亞對峙時才發現她是暗殺法爾康尼的主謀，甚至是豬教授的真正僱主，其目的除了一舉奪權以外，還包括為哥哥馬利歐復仇。蘇菲亞隨即槍殺豬教授，威脅高登一旦對她做出違逆行為則會拉他一起下水，追悔莫及的高登當時只能乖乖配合她隱瞞真相，回去後還發現布洛克已留下警徽辭職。另一方面，塔比莎綁架格蘭迪並將其打的臉青鼻腫，試圖讓他回憶起過去，她最終放棄而失望離開後，未知她的方法其實開始奏效。阿福對布魯斯近來的我行我素忍無可忍，與布魯斯發生打鬥期間失控痛毆他一拳，布魯斯以嬌縱心態簽約將阿福開除並趕出韋恩莊園，依然泡在花天酒地裡無法自拔。再次眾叛親離的企鵝人被關回阿卡漢，卻剛好跟傑洛姆·瓦勒斯卡成為獄友。        |    |                                                |                   |                              |                |           |      |
| 78 | 12 | 殘缺不全 Pieces of a Broken Mirror             | 哈妮兒·考佩珀     | 丹尼·卡農                    | 2018年3月1日   | T40.10012 | 2.57 |
| 萊絲莉開始盡起領導責任並處理奈何島的瑣事時，一名做玩具炸彈的製造商葛瑞芬·柯蘭克試圖刺殺她，而刺殺失敗導致他們所在大樓被波及。當時幾名竊賊闖入位於一樓的棄置藥店時，目睹艾薇從植物繭中脫胎換骨，受毒藥影響的她再次容貌改變、獲得靠抓傷來對人體寄生植物毒素的超能力。搬到奈何島居住的阿福與前來支援的高登聯手營救傷者，而高登持續追捕柯蘭克，從他的兒子得知柯蘭克是受雇於某人行刺。艾薇得知芭芭拉三人重新開張海妖俱樂部，換衣來到派對現場時被瑟琳娜認出，當瑟琳娜跟蹤她至住處後，艾薇展現她的能力以及自製的大量化學毒藥，跟瑟琳娜提出合作。高登來到拳擊場會見群眾領袖而重逢久別的萊絲莉，而尼格瑪注意到柯蘭克後追他至外面，但柯蘭克表示尼格瑪自己就是雇他的人。當尼格瑪發現是他的內在人格作祟後，高登趕到殺死手持武器的柯蘭克，尼格瑪只好謊稱柯蘭克是單幹。阿福因救人壯舉被奈何島居民譽為英雄，後來得知跟他相處不錯的餐廳女員工蒂芙妮遭她的暴力男友魯尼毆打致死，憤怒之下去酒吧找魯尼算賬，而辭職在那裡當酒保的布洛克出手幫助他。高登趕到後逮捕魯尼與其幫兇，同時希望布洛克能復職，但布洛克諷刺高登如今只是因為有難言之隱才想找他傾訴，斥責高登沒資格要求他且將其支出門外。                      |    |                                                |                   |                              |                |           |      |
| 79 | 13 | 美麗黑暗 A Beautiful Darkness                  | 約翰·史蒂芬斯     | 陳子翱                       | 2018年3月8日   | T40.10013 | 2.41 |
| 艾薇開始以保護環境為名向人類報復，通過殺死一名韋恩企業研究部門高層後，知悉韋恩企業的一項跟植物有關的「M計畫」。當瑟琳娜受不了艾薇過於殘暴而離開她，艾薇便獨自找上布魯斯，通過誘惑他得知福克斯是知情M計畫的負責人後，以植物毒素感染他。布魯斯受植物毒素影響之下出現迷幻效果，於幻覺中一路看見墮落中的他自己以及他極力想躲避的“黑暗使者”。當艾薇走入警察局帶走福克斯後，來到溫室得知M計畫之關鍵藥劑其實是從忍者大師使用過的再生池所提煉，主要目的也只是幫助植物生長。高登藉助瑟琳娜追來後，艾薇留下一瓶毒素解藥後帶著再生藥劑揚長而去，讓高登和福克斯帶解藥回去救活布魯斯，而這次經歷讓布魯斯從墮落中徹底醒悟。與此同時，蘇菲亞得知高登不會輕易妥協，於是開始找上萊絲莉提出合作。另一方面，關押於阿卡漢的企鵝人持續受失去一切之陰影影響，掌控阿卡漢一切的傑洛姆看不慣他這種垂頭喪氣之行為，便想盡各種方法來對他實施侮辱，一心想將企鵝人的心靈轉變成像他一樣的瘋子。企鵝人靠堅強意志和聰明才智最終讓傑洛姆佩服，傑洛姆透漏他正在策劃一場大混亂、因此才想拉攏企鵝人。企鵝人不想為他的瘋狂理想賣命，後來偶然收到逐漸失去自控能力的尼格瑪之求助信，於是將其視為逃亡機會。                            |    |                                                |                   |                              |                |           |      |
| 80 | 14 | 重逢 Reunion                                   | 安娜貝爾·K·佛斯特 | 彼得·布雷克                  | 2018年3月15日  | T40.10014 | 2.55 |
| 艾薇通過再生藥劑培育出足以讓全市市民感染植物毒素並死亡的花朵，開始沿路尋找曾經傷害過她的人，包括之前殺死過她父親的高登和布洛克。這件事使布洛克決定暫時協助高登等警察，和高登進一步化解前嫌。舉辦韋恩慈善晚宴的布魯斯因迷失自我，希望能跟阿福修補他傷害過的關係而邀請他前來，並在晚宴發言中感謝阿福一直以來對他的不離不棄。這時，艾薇帶人劫持會場大開殺戒，迫使布魯斯為了拯救受困的阿福而再次化身為黑衣義警，協助警方打敗多數劫匪。但他同時被高登注意到，最後在沒有暴露身份的情況下逃跑，而感受到布魯斯浪子回頭的阿福便回到韋恩莊園。瑟琳娜為了阻止艾薇持續殺人而踩碎再生藥劑，讓計畫失敗的艾薇暫時撤退。另一方面，由於萊絲莉不肯讓步，蘇菲亞跟先前被萊絲莉趕跑的桑普森合作掌控奈何島，甚至用鐵錘砸碎萊絲莉的手骨並將她棄之門外。高登得知萊絲莉受傷後，發現他的一時私心已經開始釀成嚴重後果，而解鈴還須繫鈴人，他和回歸警隊的布洛克重逢並懺悔一切實情後，決定徹底扳倒蘇菲亞。尼格瑪近期持續受內在人格騷擾，不情願自殺後最後決定將自己關入阿卡漢好遠離身邊的一切。然而，企鵝人現身表示他先前寫的信暗藏玄機，稱尼格瑪如今會過來也是“被內在人格引領”，最後將尼格瑪和他的謎語人之人格再次混元歸一。 |    |                                                |                   |                              |                |           |      |
| 81 | 15 | 一物降一物 The Sinking Ship The Grand Applause | 尼克·寇帕斯       | 賽斯·波士頓                  | 2018年3月22日  | T40.10015 | 2.47 |
| 尼格瑪幫企鵝人救出被蘇菲亞囚禁的馬丁，隨後也將企鵝人救出阿卡漢來策劃下一步行動，使蘇菲亞對企鵝人佈下天羅地網。尼格瑪回去找格蘭迪幫忙時未知他已恢復記憶，反被格蘭迪抓去給芭芭拉處置，最後交付給蘇菲亞進行嚴刑拷打，她認為尼格瑪沒用處後叫人把他帶至碼頭前處決。企鵝人靠急凍人將自己暫時冰凍起來作為“特洛伊木馬”，潛入蘇菲亞的宅邸發現她不在後，跑到碼頭前營救尼格瑪一命，對此感激的尼格瑪因此和企鵝人重修於好。另一方面，高登和布洛克偶然得知企鵝人的前秘書潘先生實為法爾康尼家族的雙重間諜，兩者動身到他藏身的養老院將他帶去作證後，蘇菲亞率軍過來引發槍戰。獨自掩護而身負槍傷的高登表示自己永遠不會臣服於她後，蘇菲亞剛要殺他，卻被身後的萊絲莉槍擊頭部至腦死亡。高登經過萊絲莉高超的急救手段而住院撿回一命，內疚加絕望的他決定出院後公開他與蘇菲亞的事實，但布洛克不情願城市失去英雄，說服高登隱瞞及背負這些罪孽作為贖罪。瑟琳娜找回布魯斯合作，搶回先前艾薇殺害的植物科學家的首飾，將其歸還給其家人作為贖罪。隨著蘇菲亞的統治時期告終，萊絲莉回奈何島從桑普森手中搶回控制權，將他暴打一頓後徹底趕走。芭芭拉近期感覺到頭疼不已，右手掌上不但冒出某種光芒，還看見忍者大師之幻影出現在她面前。           |    |                                                |                   |                              |                |           |      |
| 82 | 16 | 一波三折 One of My Three Soups                 | 班·麥肯錫         | 查理·赫斯頓                  | 2018年3月29日  | T40.10016 | 2.39 |
| 阿卡漢三大“精英”：傑洛姆、克萊恩和泰奇正式發動策劃已久的大脫獄，除了他們以外還有幾十名高危精神病人脫逃。剛出院的高登率領警察隊伍緝拿精神病人途中，收到泰奇之來電而趕到指定地點，卻目睹一對新婚夫妻被起重機砸碎。泰奇仍然對妹妹愛麗絲之死而對高登懷有恨意，於是通過一家電台廣播催眠城市幾千名聽眾集體走上各自的屋頂，並準備在午夜時刻往下跳。布洛克冒險獨自靠收聽廣播找到正確頻率，導致他也一同加入跳樓行列。高登為了拯救所有因他而將死的搭檔和市民，來到電台打敗泰奇後喊話讓所有人“拯救彼此”，才成功讓他們脫離催眠而倖存。另一方面，傑洛姆獨自去找他經營餐廳的叔叔柴克，從其手中要到一座學校地址後，剛好和他叔叔的保鏢引發一場爭端。布魯斯因為之前的經歷而認為自己有責任要親自將傑洛姆逮捕歸案，來到餐廳抓捕他，而偷偷跟來的瑟琳娜試圖開槍殺死傑洛姆，卻被不想殺生的布魯斯阻止而使傑洛姆跑掉。布魯斯得知傑洛姆接下來要去的地點後通報高登，而傑洛姆和克萊恩救回受抓捕的泰奇後準備下一步行動。同時，芭芭拉瞭解手掌光芒之意義後迎接影武者聯盟的其他成員，但一部分不想聽命於女人的反抗者試圖殺她，而幾位女成員為此殺死所有反抗者後，集體宣誓效忠於如今成為「新惡魔之首」的芭芭拉。                 |    |                                                |                   |                              |                |           |      |
| 83 | 17 | 罪惡集結 Mandatory Brunch Meeting              | 瑪雅·維亞薇羅     | 史蒂芬·利連 ＆ 布萊恩·溫布蘭 | 2018年4月5日   | T40.10017 | 2.53 |
| 傑洛姆召集企鵝人、急凍人和螢火蟲組成罪惡軍團，來到貴族學校問出一位名叫桑德·王爾德的學生資料，讓校長身綁炸彈等待布魯斯和高登來到時自爆，高登為此警告布魯斯不准再私自調查。傑洛姆來到桑德所工作的建築企業尋找他，大開殺戒後得知桑德有一位代理人負責幫他傳遞公司事務。傑洛姆找到桑德的女代理艾可後卻反被她擒獲，被她抓至一間結構類似迷宮的地堡裡關押。而高登和布洛克一路查找到桑德的秘密地堡住處，受接待時卻發現桑德的真實身份其實是傑洛姆從未提及過的雙胞胎兄弟傑瑞麥·瓦勒斯卡。這時，克萊恩和泰奇闖入地堡放出傑洛姆，讓他和傑瑞麥短暫重聚一下後，因為受高登和布洛克干預而被迫撤退，傑瑞麥而後被高登帶回警局作為保護性監禁。另一方面，企鵝人為召集人手而找到借酒澆愁的布奇，在他不肯合作後來到屠殺沼澤裏搬來一桶讓他重生的化學原料，表示他會帶他去找雨果·史特蘭奇來逆轉其身體狀況。布奇因此答應暫時加入他的陣營，並作為傑洛姆手下的一份子。傑洛姆回去後讓克萊恩成功改良出一種讓人催至狂笑的「笑劑」，將其作為攻下高譚的重要部分。與此同時，尼格瑪在奈何島成立「謎語工廠」，歡迎參賽者挑戰過程中卻被萊絲莉設計而遭擊敗，萊絲莉由此看出尼格瑪一直以來心儀自己而和他深情接吻。                      |    |                                                |                   |                              |                |           |      |
| 84 | 18 | 其樂無窮 That's Entertainment                  | 尼克·寇帕斯       | 丹尼·卡農                    | 2018年4月12日  | T40.10018 | 2.37 |
| 傑洛姆率軍綁架臨任市長霍登·皮查與四名高譚政商名流後，挾持正在舉辦音樂節的城市廣場，向高登索要兄弟傑瑞麥與屢次干擾他的布魯斯前來擔任人質。由於傑洛姆手中緊握著能一瞬間炸毀整座廣場的失能開關，高登無從選擇下委託正在慶祝生日的布魯斯以及傑瑞麥來到人質現場，但他派遣狙擊手的作戰計畫卻被傑洛姆輕易識破。克萊恩制出數桶笑劑安置在一艘飛艇上藉以大規模擴散毒氣，順便將不肯合作的企鵝人關在飛艇上，但企鵝人及時跟高登聯繫、成功將飛艇飛至湖上避免洩漏。高登想辦法奪回局勢，將傑洛姆逼退至一座樓頂，身負槍傷的傑洛姆得意洋洋地聲言他將“精神不死”後墜樓自盡。另一方面，芭芭拉在忠於她的副手莉莉亞的帶領下，用手中標記開啟並觀摩忍者大師遺留的多數遺產，當中包括一幅畫有和芭芭拉長相相似的女子之畫作。塔比莎試圖阻止芭芭拉墮入邪道，卻被芭芭拉趕出集體，當塔比莎被打傷並趕出去不久，一群影武者聯盟忠誠派系的黑衣人將塔比莎帶走。傑瑞麥經過一天回到地堡後，突然在住處中發現一個禮物盒，發現上面署名是布魯斯後放鬆警惕，直到打開後才發現是傑洛姆死前安置的毒氣陷阱。傑瑞麥當場吸入大量特殊毒氣，開始精神錯亂並釋放他的“真正自我”，使傑洛姆的精神傳承下去。                                              |    |                                                |                   |                              |                |           |      |
| 85 | 19 | 至死不渝 To Our Deaths and Beyond              | 史考特·懷特       | 彼得·布雷克 ＆ 伊塔蕊·索薩   | 2018年4月19日  | T40.10019 | 2.18 |
| 塔比莎深知芭芭拉在玩火自焚，選擇兌現忠誠派系的要求，通過瑟琳娜將布魯斯帶來後靠獻血儀式，復活躺在墓穴裡的忍者大師。由於忍者大師死前將畢生的力量均傳授給芭芭拉，於是打算要回來卻遭到芭芭拉的反對，讓她被迫撤離至布魯斯的莊園中躲避。布魯斯為了阻止忍者大師而奪回當初的神聖匕首，但芭芭拉不想放棄原力而決定自行下手。影武者聯盟兩個派系聚集在芭芭拉的俱樂部裡，芭芭拉一刀上去刺中忍者大師卻發現沒有用，但打鬥過程中無意間掌握惡魔之首的透視過去和未來之能力，讓她得知忍者大師的下一步行動。當忍者大師威脅要殺死塔比莎時，芭芭拉不想犧牲朋友而選擇放棄，讓忍者大師奪回原力並恢復原狀後撤退；即便如此，莉莉亞等反抗派系聯盟成員還是留下來繼續效忠芭芭拉。另一方面，尼格瑪協助萊絲莉打劫高譚五家銀行，將到手的錢全數發給窮人，企鵝人和布奇諷刺他受萊絲莉誘惑并利用。但尼格瑪最終還是選擇忠於萊絲莉，公然出賣企鵝人和布奇。由於高登等警察趕到門口，萊絲莉決定自行走出去被逮捕，讓尼格瑪帶錢回去奈何島。事後，瑟琳娜說服布魯斯不需要再一人扛責任時，忍者大師親自前來表示他這次復活預見到，高譚市即將迎來一場“毀滅性災難”，最後揭露布魯斯將在災難裡變成守護高譚的「黑暗騎士」。                         |    |                                                |                   |                              |                |           |      |
| 86 | 20 | 借屍還魂 That Old Corpse                       | 路易斯·蕭·米利托  | 查理·赫斯頓                  | 2018年5月3日   | T40.10020 | 1.94 |
| 傑洛姆死去下葬後，他的信眾舉杯紀念他時被一名穿成弄臣的女子所播放的傑洛姆之遺願錄音誘惑，將傑洛姆的棺材挖出來並攻佔警察局做守靈。高登還對於選擇法辦或是放走萊絲莉感到猶豫不決時，沒過多久就看見外面大批瘋子準備佔領警察局。高登將牢房裡的囚犯和所有警察疏散出去後，實施聲東擊西策略來反攻，在布洛克帶領警隊扔催淚彈奪回局勢後，高登擔心布魯斯和傑瑞麥可能是目標而前去保護他們。這段期間，尼格瑪闖入警察局救出困在裡面的萊絲莉。布魯斯讚助傑瑞麥製出一部能靠周圍環境維持無限能源的發電機時，感覺到傑瑞麥還是被傑洛姆之陰影所影響，於是帶他前去傑洛姆墓前安撫他，最後兩人發現傑洛姆的棺材消失。高登回到傑瑞麥地堡與埋伏的弄臣發生打鬥，將其擊敗發現她實為傑瑞麥的助手艾可。這時，工作室播放的自錄像揭示，裡面的傑洛姆其實都是傑瑞麥喬裝假扮，其主導一整天發生的所有災難。艾可逃走時將工作室反鎖，讓高登和具有爆炸效能的發電機困在一起直到地堡炸毀。遠處的傑瑞麥在墓前為布魯斯揭下自己的真面目，表示氣體將他變成白色容貌，而地堡的爆炸使所有人認為高登已死。傑瑞麥擊昏布魯斯後將其扔進墓裡，陪艾可一起奪走韋恩企業裡的所有相似設計的發電機作為計劃起始。                                           |    |                                                |                   |                              |                |           |      |
| 87 | 21 | 糟糕的一天 One Bad Day                         | 羅布·貝利         | 陳子翱                       | 2018年5月10日  | T40.10021 | 2.21 |
| 地堡爆炸導致高登生死不明，傑瑞麥穿上紫色西裝、露出白色真容率領信眾來到警察局門口，脅迫布洛克等警方在六小時內疏散整座高譚市，時限過後會引爆安置在城市各處的發電機炸彈。全城疏散工作忙的不可開交時，布魯斯得知傑瑞麥綁架阿福，由於被人監視而只好找瑟琳娜協助他。布魯斯走入指定工廠，被迫觀摩阿福受殘酷嚴刑拷打的淒慘畫面，還吸入稻草人佈下的毒氣陷阱後，目睹眼前的阿福將他自己的嘴部割成笑臉。瑟琳娜擊敗稻草人後救出真正的阿福，兩人跑去殺死布魯斯對抗的冒牌貨後讓他從恐懼裡清醒。這時，企鵝人聯合芭芭拉等人挾持傑瑞麥連線所有炸彈的繼電器，本想藉此敲詐他，但未預料到傑瑞麥早已想到將炸彈調成直接序列而失敗。另一方面，高登靠密道逃出地堡並及時遠離爆炸範圍而死裡逃生，被带回萊絲莉的地盤後靠尼格瑪得知所有炸彈地點後回警局。靠企鵝人的炸彈序列情報，布洛克冒險解除一枚炸彈後化解全市危機，並讓他重獲同仁尊重。氣急敗壞的傑瑞麥將所有不再相信他的信眾集體燒死後，思考下一步時突然遇見忍者大師前來跟他提出合作。經歷完瘋狂一天的布魯斯陪阿福和瑟琳娜回到韋恩莊園，本認為他精神保持著正常已經否認傑瑞麥的觀點，但傑瑞麥突然現身在他們面前，並對瑟琳娜近距離開一槍而使她生命垂危…                      |    |                                                |                   |                              |                |           |      |
| 88 | 22 | 無人地帶 No Man's Land                         | 奈森·霍普         | 約翰·史蒂芬斯 ＆ 賽斯·波士頓 | 2018年5月17日  | T40.10022 | 2.20 |
| 瑟琳娜因脊椎重傷而將面臨終生殘疾，傑瑞麥靠保留的一顆炸彈摧毀市政廳，炸死市長等多數重要官員。哈蘭少校率領軍方到警察局指揮行動，決定讓布魯斯跟他對峙詢問其餘炸彈位置。布魯斯剛領略到傑瑞麥背後撐腰者是忍者大師，轉眼間就被忍者大師劫獄抓走，連所有剛被查獲的炸彈都被搶跑。尼格瑪決定除掉情敵高登卻受萊絲莉干預，由此看出萊絲莉一直以來都在欺騙及利用自己，最後與她決裂後兩刀，兩人互相捅刀而淪為兩敗俱傷的局面。阿福聯合芭芭拉、塔比莎和企鵝人攻入忍者大師的地盤展開作戰，芭芭拉再次借布魯斯之手用她重鑄的匕首刺中忍者大師的胸膛；忍者大師彌留之際讓布魯斯自己決定使命後化為灰燼。這時，傑瑞麥炸斷高譚市通向外界的全部橋樑，使城市內陸跟外界隔絕變成「無人地帶」，大部分市民集體搭船撤離時，高登、布洛克等部分警察都決定留下來堅守陣地。企鵝人僱用雨果成功治愈布奇，卻也馬上殺死布奇作為報復塔比莎的殺母之仇。高譚市在一夜之間變成禁區，企鵝人、芭芭拉、急凍人、螢火蟲、稻草人等所有“惡勢力”開始拉幫結派，劃分各自的領域。重傷瀕死的尼格瑪和萊絲莉兩人被企鵝人尋獲後，留給雨果進行“救治”實驗。布魯斯同樣決定留下來堅守使命，最後與高登一起點亮警察局頂樓的探照燈，作為跟黑暗抗衡的一絲光明。     |    |                                                |                   |                              |                |           |      |

## 收視
| 總集數       | 集數 | 標題             | 播出日期       | 收視／份額 （18–49歲） | 收視 （百萬） | DVR （18–49歲） | DVR收視 （百萬） | 加總 （18–49歲） | 總收視 （百萬） |
| ------------ | ---- | ---------------- | -------------- | ---------------------- | ------------- | --------------- | ---------------- | ---------------- | --------------- |
| 黑暗騎士（） |      |                  |                |                        |               |                 |                  |                  |                 |
| 67           | 1    | 企鵝治世（Pax Penguina）     | 2017年9月21日  | 1.0/4                  | 3.21          | TBD             | TBD              | TBD              | TBD             |
| 68           | 2    | 恐懼支配者（The Fear Reaper）   | 2017年9月28日  | 0.9/3                  | 2.87          | 0.7             | 1.91             | 1.6              | 4.77            |
| 69           | 3    | 面具之下（They Who Hide Behind Masks）     | 2017年10月5日  | 0.9/3                  | 2.92          | 0.7             | 1.80             | 1.6              | 4.72            |
| 70           | 4    | 惡魔之首（The Demon's Head）     | 2017年10月12日 | 0.9/3                  | 2.75          | 0.6             | 1.72             | 1.5              | 4.48            |
| 71           | 5    | 聖刃之路（The Blade's Path）     | 2017年10月19日 | 0.9/3                  | 2.75          | TBD             | 1.75             | TBD              | 4.50            |
| 72           | 6    | 豬面殺手（Hog Day Afternoon）     | 2017年10月26日 | 0.9/3                  | 2.87          | TBD             | 1.75             | TBD              | 4.62            |
| 73           | 7    | 奈何島的一天（A Day in the Narrows） | 2017年11月2日  | 0.9/3                  | 2.75          | TBD             | 1.57             | TBD              | 4.32            |
| 74           | 8    | 別再自責（Stop Hitting Yourself）     | 2017年11月9日  | 0.9/3                  | 2.70          | 0.7             | 1.78             | 1.6              | 4.49            |
| 75           | 9    | 盡情用派（Let Them Eat Pie）     | 2017年11月16日 | 0.9/3                  | 2.62          | TBD             | 1.55             | TBD              | 4.17            |
| 76           | 10   | 每況愈下（Things That Go Boom）     | 2017年11月30日 | 0.8/3                  | 2.59          | 0.6             | 1.57             | 1.4              | 4.15            |
| 77           | 11   | 皇后拿下騎士（Queen Takes Knight）   | 2017年12月7日  | 0.8/3                  | 2.53          | TBD             | 1.56             | TBD              | 4.09            |
| 78           | 12   | 殘缺不全（Pieces of a Broken Mirror）     | 2018年3月1日   | 0.8/3                  | 2.57          | TBD             | 1.52             | TBD              | 4.09            |
| 79           | 13   | 美麗黑暗（A Beautiful Darkness）     | 2018年3月8日   | 0.7/3                  | 2.41          | TBD             | 1.52             | TBD              | 3.93            |
| 80           | 14   | 重逢（Reunion）         | 2018年3月15日  | 0.6/2                  | 2.55          | 0.6             | 1.45             | 1.2              | 4.00            |
| 81           | 15   | 一物降一物（The Sinking Ship The Grand Applause）   | 2018年3月22日  | 0.7/3                  | 2.47          | 0.5             | 1.54             | 1.2              | 4.01            |
| 82           | 16   | 一波三折（One of My Three Soups）     | 2018年3月29日  | 0.7/3                  | 2.39          | 0.6             | 1.47             | 1.3              | 3.87            |
| 83           | 17   | 罪惡集結（Mandatory Brunch Meeting）     | 2018年4月5日   | 0.7/3                  | 2.53          | 0.6             | 1.43             | 1.3              | 3.97            |
| 84           | 18   | 其樂無窮（That's Entertainment）     | 2018年4月12日  | 0.7/3                  | 2.37          | TBD             | 1.49             | TBD              | 3.85            |
| 85           | 19   | 至死不渝（To Our Deaths and Beyond）     | 2018年4月19日  | 0.6/3                  | 2.18          | 0.5             | 1.36             | 1.1              | 3.54            |
| 86           | 20   | 借屍還魂（That Old Corpse）     | 2018年5月3日   | 0.6/2                  | 1.94          | 0.5             | 1.36             | 1.1              | 3.30            |
| 87           | 21   | 糟糕的一天（One Bad Day）   | 2018年5月10日  | 0.7/3                  | 2.21          | TBD             | 1.27             | TBD              | 3.48            |
| 88           | 22   | 無人地帶（No Man's Land）     | 2018年5月17日  | 0.6/3                  | 2.20          | 0.5             | 1.27             | 1.1              | 3.47            |

## 外部連結
- 官方网站（英文）
- 《高譚》各集列表 来自互联网电影数据库（英文）